# Salinas de Añana (localidad)
Salinas de Añana (en euskera y oficialmente Gesaltza Añana) es una localidad del municipio de Añana, en la provincia de Álava.

## Geografía
La localidad está bañada por las aguas del río Omecillo. Por las inmediaciones discurre también el arroyo de la Muera, de cuyo cauce se extrae la sal.

## Despoblado
Forma parte de la localidad el despoblado de:
- Villacones.[2]

## Historia
Hacia mediados del siglo XIX, la villa tenía contabilizada una población de 695 habitantes. Aparece descrita en el segundo volumen del Diccionario geográfico-estadístico-histórico de España y sus posesiones de Ultramar de Pascual Madoz con las siguientes palabras:

AÑANA ó SALINAS DE AÑANA: v. en la prov. de Alava (5 leg. á Vitoria), dióc. y aud. de Búrgos (16), part. jud. y ayunt. de su nombre, de los que es cap.: sit. á los 42° 44' 51" lat. y 0.° 38' 2" long. E. del meridiano de Madrid y sobre el raudal de agua salada de que toma nombre: el clima sano: hay personas que cuentan sobre 90 años de vida y las enfermedades mas comunes son fiebres pútridas. Algunos vestigios indican que esta v. fue punto fortificado, hoy es pueblo abierto con dos plazas y varias calles regulares que reunen 150 casas las mas de ellas de mamposteria hasta el primer piso, con mediana construccion; la hay para el ayunt. con un espacioso entresuelo que sirve de paseo de invierno, y una torre contra la cual juegan á la pelota (diversion favorita), y sobre la que está colocado el relox de v.; la cárcel del part., tiene sala de audiencia, habitacion para el alcaide y cuatro departamentos para los presos; hay tres buenos almacenes para la sal, el denominado del medio, puede contener sobre 100,000 fan.; tiene escuela elemental completa; asisten 46 niños y 33 niñas; el maestro está dotado con 1,500 rs. que se le pagan con 50 fan. de trigo; hay ademas casas particulares donde enseñan á las niñas á coser y otros adornos de la educacion de su sexo. A principios del siglo último fundó el marqués de Monte-sacro una preceptoria de gramática latina, dotada con 400 ducados sobre el arbitrio sisa de Madrid; pero se halla vacante por falta de pago. La igl. parr. (Sta. Maria de Villacones), es matriz de la de Atiega; el edificio de piedra de silleria con 110 pies de long. y 58 de lat.; se divide en 3 naves con 4 arcos, la arquitectura regular, y buena su torre; hay 9 altares, el mayor que representa en 14 cuadros los misterios de la Virgen, está dedicado á la Patrona, cuya festividad celebran el domingo 1.° de octubre en vez de hacerlo el 8 de setiembre; hay un hermoso órgano de 20 registros (costó 1,000 duros), decentes ornamentos y las alhajas necesarias para el culto, que sirven 5 beneficiados (antes eran 6 1/2), y el mas moderno asiste á la hijuela de Atiega: la provision de estos beneficios se hace entre patrimoniales, previo concurso general y presentacion del mismo cabildo: sus rent. consistian en las tercias del diezmo de trigo y cebgada, que ascienden las primeras á 300 fan. y 2 de las segundas, 20 fa. de trigo de renta fija y 400 ducados que producia la sal elaborada en sus eras. Los libros parr. alcanzan al año 1570; no obstante se presume existia en el siglo VIII: se hallan agregados á esta parr. los felig. de la de San Cristóbal, que, sit. en la cumbre de la pobl., fué destruida por el general D. Francisco Longa en 1813 para desalojar un destacamento francés que en ella se guarecia: entre sus ruinas se encuentra una magnífica pila bautismal de piedra, figurando una concha redonda. Al N., y bien ventilado está el cementerio rural. Inmediato á la v. se encuentra uno de los tres monast. de comendadores de San Juan de Acre, de la real y militar órden de San Juan de Jerusalen, con 7 monjas de coro ó velo negro y tres de velo blanco; se ignora la época de su fundacion, sin duda por la pérdida del archivo, que fue pasto de las llamas en el año de 1100, como todo ó la mayor parte del edificio. El térm. se estiende á 1/2 leg. de N. á S., y 3/4 de E. á O.: confina al N. con Basquiñuelas, al E. con Arreo y Viloria, por el S. Villambrosa, y por O. Tuesta: varias fuentes de agua potable, como son la llamada Fuentemenchon, la Dehesilla, la Calleja del Gavilan, Rosales y el Caño abastecen la pobl, facilitan abrevaderos para el ganado y enriquecen á los arroyuelos que, sin proporcionar riego ni pesca, recorren el térm. por entre ásperos barrancales, y llevan sus aguas al Omecillo; el arroyo mas notable es la Muera; nace al E., y á 800 pasos de la v., de la fuente Ontana. Este manantial, que se gradúa capaz de dar 70,000 fan. de sal prod. en el dia unas 50,000 en la temporada de julio á setiembre; su calidad es de la mejor por lo blanca y salubre; las eras en que se fabrica, son de distintos propietarios, y hasta el número de 5,000, entre las que se hallan 190 pertenecientes á la Nacion, y que en estos últimos años han estado abandonadas. El terreno en lo general árido cuenta con unas 100 yugadas de tierra de segunda clase para el cultivo; solo en las hondonadas se encuentran algunos trozos fértiles. Los caminos son de pueblo á pueblo, y capaces para los carros del pais; hay diversos puntos y alcantarillas de mampostería; los llamados de las Dehesillas y del Caño se hallan en un trozo de camino provisional, con direccion á Vitoria, construido en 1829; otro á la salida del pueblo y camino á Berguenda; el de Terraso, sobre el camino que va al conv. de comendadoras y el de la Pozanca, que facilita el tránsito para Atiega y Tuesta; en el dia se trabaja para llevar á efecto el proyecto formado por la Provincia, de abrir carretera formal desde Vitoria, y se estan construyendo varios trozos por cuenta de la Diputacion. El correo se recibe los lúnes, miércoles y sábados en la adm. de Miranda por un balijero, y sale por el mismo conducto los domingos, mártes y viérnes. Prod. trigo, cebada, avena, maiz, patatas, alguna hortaliza, manzanas, peras, ciruelas y bellotas; no escasea la leña, pues la proporciona el encinar y robledal, que bien cuidado se conserva á la parte del N. Se cria ganado vacuno y de cerda. La ind. las artes y el comercio se hallan reducidas á un molino harinero, 3 hornos de pan, 4 tejedores de lienzo, 6 sastres, 4 zapateros, 7 carpinteros, 2 herreros, 7 canteros, 9 tiendas de mercaderes de tela, quicalla, licores y abacería; y á la esportacion de algun grano y ganado para Vitoria y Orduña, al paso que el vino y aceite los importan los arrieros de la Rioja, quienes tambien concurren al mercado de ganado de cerda, que se verifica los sábados, desde el anterior al primero de noviembre hasta mediados de febrero: la pobl. con 133 vec., 695 alm., reune 5 ecl., 1 juez de primera instancia, promotor fiscal, 3 escribanos, 2 alguaciles y 1 alcaide de cárcel; 3 abogados y 4 procuradores; un administrador de sus salinas, guarda almacen, pesador, 1 cabo y 4 dependientes de resguardo; 1 médico, 1 cirujano, 2 boticarios, 1 maestro de escuela, 6 propietarios, 30 labradores y varios trabajadores de campo y salina. Sujeta al sistema económico administrativo foral, se halla encabezada en la Diputacion por 9,536 rs. 14 mrs.: contr. ademas por mitad de las mensualidades 8,868. El privilegio de pagar la mitad de las mensuales le fue concedido al separarse de Navarra y unirse á Alava: exenta de quintas, con ningun hombre contribuyó para el ejército de la Reina en la última guerra civil, á cuyo servicio se prestaron algunos voluntarios; pero tuvo 80 en las filas de D. Cárlos, de los que murieron 20; en esta misma época, á pesar de las pérdidas y quebrantos que sufrió, calculados en medio millon, contribuyó por exigencia de ambos ejércitos con unos 500,000 rs. Es patria del Excmo. Sr. primer marqués de Monte-sacro, D. Diego de Zárate y Murga, hijo de un infeliz y honrado vecino.
(Madoz, 1845, pp. 350-351)

## Demografía
En 2023, la entidad singular de población tenía empadronados 140 habitantes y el núcleo de población, también 140.
| Gráfica de evolución demográfica de Salinas de Añana entre 2000 y 2017 |
|                                                                        |
| Población de derecho según los censos de población del INE.            |

## Patrimonio
Antiguo hospital. Se cita su existencia desde 1584(1) y existe un libro de cuentas desde 1670, al cual se refiere el concejo de Salinas en la Contestación de las Hermandades alavesas a la Real Provisión de Felipe V de 1739 para conocer el estado de los centros benéficos en España. Existe abundante documentación del mismo y sus heredades salineras conservadas en el Archivo del Territorio Histórico de Álava hasta finales del siglo XIX. Es mencionado en el censo de Floridablanca de 1787 y también en el diccionario de la Real Academia de la Historia de 1802. Fue utilizado como hospital para soldados en la última carlistada. Seguía activo en 1924, según se desprende de una solicitud para el puesto de hospitalero y todavía hoy los vecinos nos informan de haber conocido cómo se acogían pobres en la parte baja de la casa, que se utilizaba como cuadra.
- Valle Salado
- Cementerio municipal.[8]
- Puente La Cadena.[9]
- Puente de Traspalacio.[10]
- Lavadero.[11]
- Iglesia de Santa María de Villacones.[3][12]
- Antigua iglesia de San Cristóbal.[3][13]
- Frontón.[14]
- Bolera.[15]
- Palacio de los Zambrana-Herrán.[16]